# Fatto di cronaca
Fatto di cronaca è un film del 1945 diretto da Piero Ballerini, tratto dal romanzo La vita può ricominciare di Alfredo Vanni.

## Trama
Andrea è un attore del teatro di varietà. Sposato da poco, abbandona la moglie per seguire una ballerina. La moglie Linda insieme alla madre è costretta a lavorare per sopravvivere, senza riuscire ad avere notizie di Andrea, che nel frattempo dopo aver commesso dei reati viene ricercato dalla polizia. Il fuggiasco si nasconde in casa della madre dove ha modo di apprezzare le qualità morali della giovane moglie che aveva abbandonato.
Linda rimane incinta, ma le voci malevole indicano il vero padre in Bruno, un giovane che le era rimasto vicino durante l'assenza del marito. A queste voci Andrea preferisce costituirsi alla polizia pensando di aver ucciso un uomo, che nel frattempo essendo solo ferito, si è ristabilito. Andrea viene dunque liberato e i due giovani sposi possono tornare alla loro vita serena.

## Produzione
Film girato a Venezia negli studi della Giudecca, durante la Repubblica Sociale Italiana, quando parte della cinematografia italiana si era trasferita da Roma al nord, per proseguire la produzione. Le riprese iniziarono il 22 febbraio 1944.
Piero Ballerini, assieme alla moglie, l'attrice Milena Penovich, fu infatti uno dei pochi registi che scelsero di trasferirsi da Cinecittà ai nuovi stabilimenti cinematografici dell'Italia repubblichina (il cosiddetto Cinevillaggio di Venezia). Fatto di cronaca fu la prima pellicola girata negli stabilimenti veneziani e distribuita nelle città centro-settentrionali. Il film è indicato erroneamente da alcune fonti anche con il titolo Un fatto di cronaca.
Fu l'ultimo film girato da Luisa Ferida e Osvaldo Valenti, che facevano coppia anche nella vita privata. Vennero fucilati dai partigiani in quanto accusati di collaborazionismo con i nazi-fascisti alla fine della guerra il 30 aprile 1945. La Ferida fu poi riconosciuta del tutto innocente.

## Distribuzione
Il film venne presentato al pubblico in prima nazionale il 16 febbraio del 1945, ma la distribuzione fu limitata alle sole città centro-settentrionali facenti parte della RSI.
È in seguito andato perduto.